# Sokola (województwo dolnośląskie)
Sokola (niem. Falkenberg) – wieś w Polsce położona w województwie dolnośląskim, w powiecie jaworskim, w gminie Paszowice, na pograniczu Pogórza Kaczawskiego w Sudetach i Wzgórz Strzegomskich na Przedgórzu Sudeckim, przy drodze krajowej nr 3.

## Podział administracyjny
W latach 1975–1998 miejscowość położona była w województwie legnickim.

## Nazwa
Nazwa pochodzi od polskiej nazwy oznaczającej - "skałę". Heinrich Adamy w swoim dziele o nazwach miejscowych na Śląsku wydanym w 1888 roku we Wrocławiu wymienia najstarszą nazwę miejscowości w zlatynizowanej formie Scal tłumacząc jej znaczenie "Felsengrund" czyli po polsku "skalista ziemia, skalisty grunt". Nazwa została później fonetycznie zgermanizowana przez Niemców na Skohl w wyniku czego utraciła swoje pierwotne znaczenie. Polska administracja spolonizowała tę zgermanizowaną nazwę na obecną Sokola, w wyniku czego nie wiąże się już ona z pierwszym znaczeniem.